# Салла
Салла (фин. Salla; до 1936 года Куолаярви, фин. Kuolajärvi) — община на севере Финляндии, в провинции Лаппи. Площадь составляет 5872 км². Расположена в 67 км от Кемиярви, 115 км от Куусамо и в 150 км от Рованиеми.
На 2012 год Салла — самый дотационный муниципалитет Финляндии, осуществляющий свою деятельность на 70 % за счёт общегосударственных отчислений.

## История
Муниципалитет Салла был основан в 1857 году и раньше назывался муниципалитетом Куолаярви. Название происходит от кеми-саамского слова «Guollejaur», что означает ‛рыбное озеро’. Бывший центр муниципалитета находился в устье реки Саллайоки, то есть в месте впадения реки Саллайоки в реку Куолайоки. Поэтому по инициативе приходского викария Эркки Койвисто в 1936 году название прихода было изменено на Салла. В конце 1930-х годов Салла был муниципалитетом площадью почти 12 000 км² с населением около 5500 человек.
В ходе Советско-финляндской войны 1939—1940 годов советские войска вторглись на территорию Салла, часть общины была оккупирована Советским Союзом. В ходе Советско-финляндской войны 1941—1944 годов город Салла находился по другую сторону границы, однако советские позиции были атакованы германскими и финскими войсками, утраченные территории были возвращены Финляндии. В конце войны немецкие войска были вытеснены из Лапландии в ходе так называемой Лапландской войны. Восточная половина Саллы (так называемая Старая Салла) окончательно вошла в состав СССР, а к 1955 году была полностью передана Мурманской области РСФСР.

## Население
Население по данным на 30 сентября 2012 года составляет 4007 человек; по данным на 2000 год оно насчитывало 5142 человека. Плотность населения составляет 0,71 чел/км². Для 98,9 % населения общины родным языком является финский, для 0,1 % — шведский, для 0,1 % — саамские языки и для 0,9 % — другие языки. Доля лиц в возрасте младше 15 лет составляет 11 %; доля лиц старше 65 лет — 27,7 %.
Серьёзной проблемой Салла как и некоторых других общин Лаппи является безработица, уровень которой по данным на январь 2007 года составил 25,8 % — самый высокий показатель среди всех общин Финляндии.
| 1970 | 1975 | 1980 | 1985 | 1990 | 1995 | 1998 | 2000 | 2002 | 2004 | 2006 | 2008 | 2010 | 2011 | 2016 |
| ---- | ---- | ---- | ---- | ---- | ---- | ---- | ---- | ---- | ---- | ---- | ---- | ---- | ---- | ---- |
| 8840 | 7926 | 7256 | 6875 | 6269 | 5812 | 5462 | 5142 | 4822 | 4683 | 4479 | 4308 | 4218 | 4104 | 3654 |

## Известные уроженцы, жители
Stalingrad Cowgirls — финская панк-рок-группа

## Транспорт
В Салла имеется грузовая железнодорожная ветка от Кемиярви, однако в 2006 году администрация финских железных дорог объявила о планах её закрытия. В 2013 году начаты согласования о строительстве полноценной железной дороги Салла — Кандалакша.

## Деревни
Аатсинки, Ахоланваара, Ахвенселькя, Хаутаярви, Хирвасваара, Исохалме, Каллунки, Келлоселькя, Котала, Коутело, Курсу, Кясмя, Лапаярви, Леусярви, Наруска, Ниемеля, Оуланка, Онкамо, Пахкакумпу, Палоперя, Сайя, Салмиваара, Селкяля, Туохикюля, Валловаара, Варвикко, Виттикко.

## Политика
| Партия                | Результаты выборов 2008 | Места |
| --------------------- | ----------------------- | ----- |
| Финляндский центр     | 50,2 %                  | 14    |
| Левый союз            | 27,5 %                  | 7     |
| Национальная коалиция | 13,1 %                  | 3     |
| Социал-демократы      | 10,8 %                  | 3     |

## Галерея

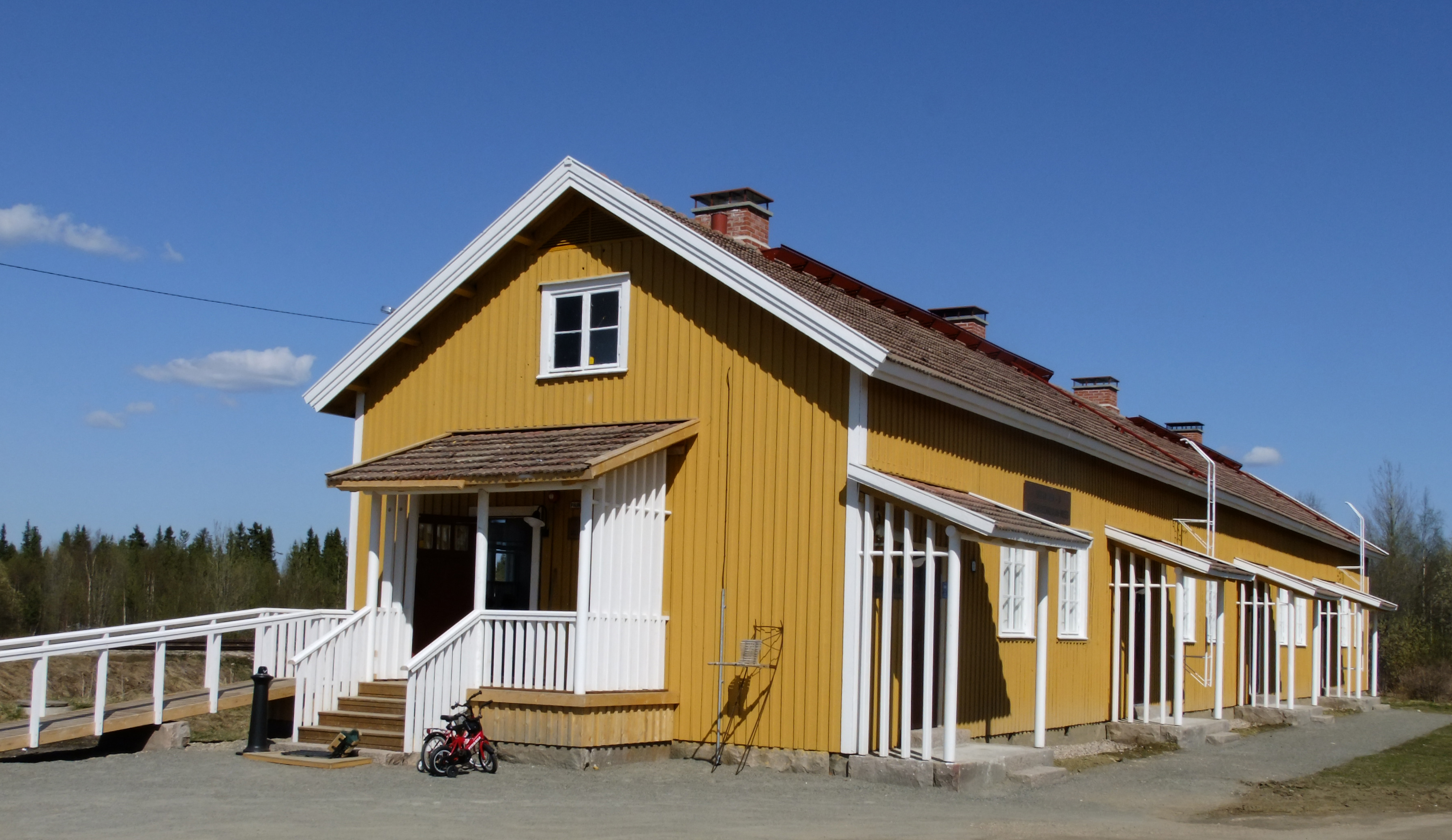
Музей времен войны и реконструкции Салпа
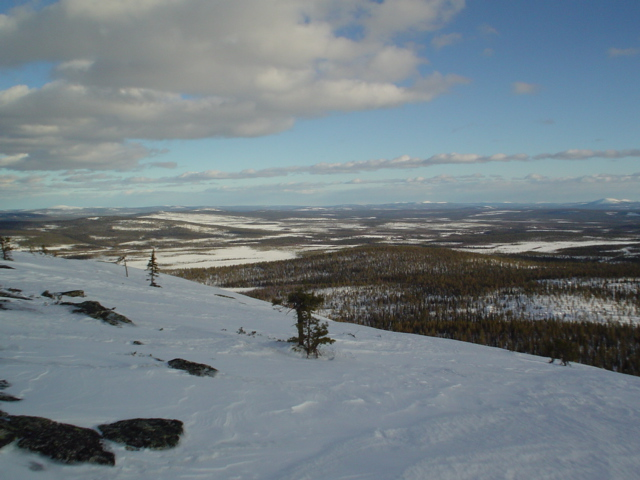
Гора Кархутунтури
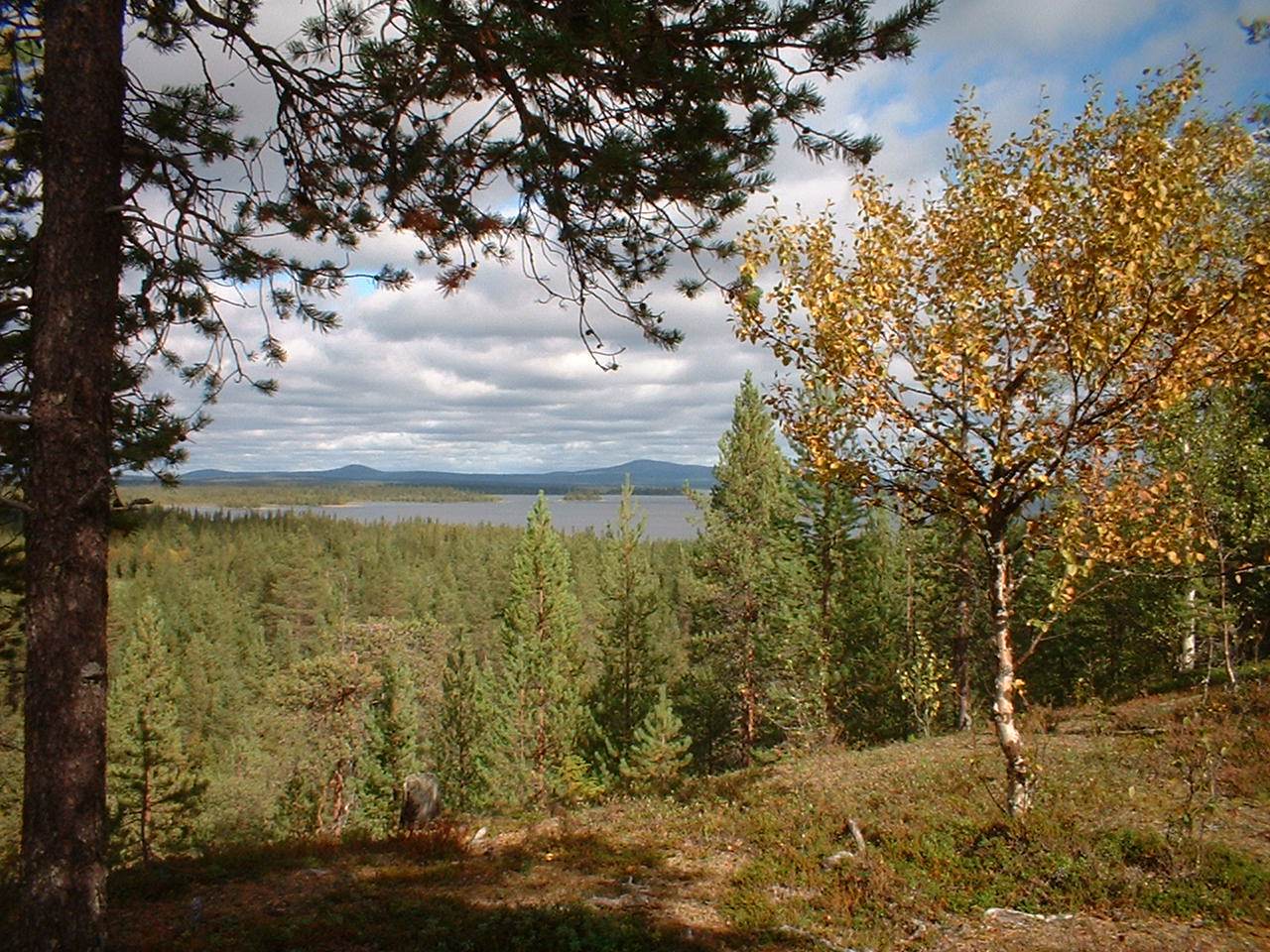
Типичный пейзаж Саллы
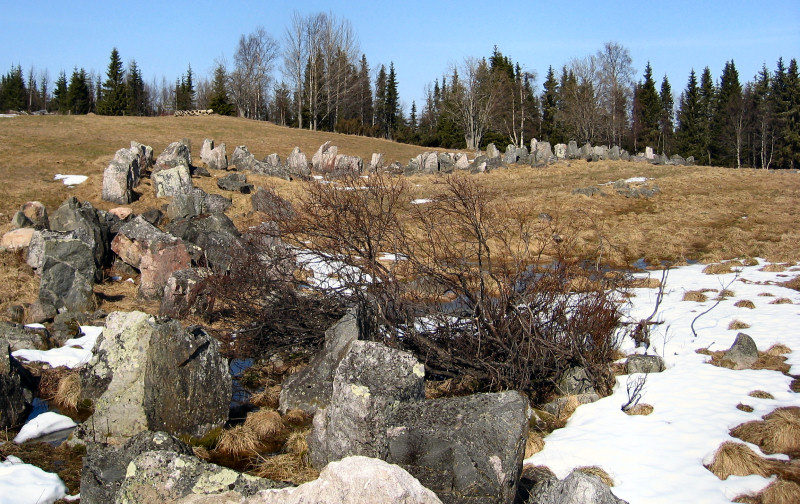
Линия Салпа (Salpalinja) — противотанковое укрепление времён Второй мировой войны

## Туризм
Нетронутая и чистая природа Саллы привлекает туристов из многих стран. Зимой в Салле можно покататься на горных и традиционных лыжах, отправиться в поход на снегоходе, оленьей и собачьей упряжке, снегоступах или просто расслабиться в уютном коттедже у камина.
Летом и осенью в регионе открываются пешеходные маршруты различной сложности, богатые дары лесов и болот ждут ягодников и грибников, Гостей, утомившихся от прогулок по окрестностям, ждут спа-центр с удивительными видами на сопки, многофункциональный спортивный центр, интересный Олений парк, музей войны и послевоенного восстановления Саллы, а также многочисленные рестораны.

## Достопримечательности
- Салла (горнолыжный курорт)
- Музей времен войны и реконструкции Салпа
- Церковь Салла
- Оуланка (национальный парк)
- Олений парк Саллы

## Города-побратимы
- Ковдор[10]
- Полярные Зори

## Пограничный пункт пропуска Салла
Пограничный пункт пропуска Салла расположен на одной из старых торговых дорог, соединяющих Белое и Балтийские моря. Его история началась в 1992 году, когда Правительством РФ было принято решение организовать таможенное оформление на этом участке российско-финляндской границы, а в 1993 году он получил статус таможенного поста. Последним днём рождения МАПП Салла считается дата официального открытия нового современного комплекса — 27 сентября 2002 года. Его строительство осуществлялось по программе международного сотрудничества ТАСИС и финансировалось Европейским союзом.
До 2008 года пункт пропуска с финляндской стороны именовался Келлоселькя (Kelloselkä), однако впоследствии был переименован согласно общей тенденции для финских пунктов пропуска — когда старое название, выбранное по ближайшему хутору, заменяется на новое, соответствующее наименованию посёлка — центра коммуны.
Инфраструктура нового пункта пропуска, оснащённого по последнему слову техники, позволяет осуществлять пропуск транспортных средств одновременно по трём полосам движения на каждом направлении въезда и выезда. Для удобства пассажиров и туристов, пересекающих границу, здесь же располагаются магазин беспошлинной торговли, автозаправочная станция. Помимо таможенного, на МАПП Салла осуществляются также пограничный и транспортный контроль.
В ноябре 2015 года финская сторона предложила российским пограничникам запретить пересечение российско-финской границы на велосипеде, мотивируя это заботой о безопасности.